# Софі Тернер
Со́фі Белі́нда Те́рнер (англ. Turner), у шлюбі Джо́нас (англ. Sophie Belinda Jonas; нар. 21 лютого 1996, Нортгемптон) — британська акторка театру та кіно, активістка. Здобула славу ролями Санси Старк у телесеріалі «Гра престолів» та Джини Ґрей у серії супергеройських фільмів про людей Ікс. Номінантка премії «Еммі» 2019 року.

## Біографія
Народилася 21 лютого 1996 року в Нортгемптоні, адміністративному центрі графства Нортгемптоншир.
Коли Софі було 2 роки, її сім'я переїхала до Ворвіка. Вчилась у школі Warwick Prep School до 11 років, після чого перейшла до Kings High School. У ранньому віці почала брати участь у театральних постановках і вже з трьох років виступала у складі Playbox Theatre Company, до котрої входять молоді актори від 2 до 25 років.
2010 року затверджено на роль Санси Старк у серіалі «Гра престолів». Ця робота стала першою появою юної акторки перед камерою.
Тричі претендувала на премію Гільдії кіноакторів Америки (двічі — разом із колегами, одного разу — як акторка другого плану). Змінила імідж і з'явилася в новому образі на 73-му Венеціанському кінофестивалі в 2016 році.

### Особисте життя
В листопаді 2016 року почала зустрічатись з американським музикантом, актором та учасником групи DNCE Джо Джонасом. 15 жовтня 2017 року пара оголосила про заручини, 1 (2) травня 2019 року одружилась у Лас-Вегасі у вбранні українського бренду Bevza.
12 листопада 2020 року стало відомо про вагітність Тернер через фотографію на прогулянці без її згоди. 22 липня 2021 року в окружній лікарні Лос-Анджелеса народила доньку Віллу. 15 липня 2022 року народила другу доньку.
На початку вересня 2023 року стало відомо, що чоловік подав на розлучення, пізніше це підтвердила і Тернер.
На початку 2025 року Тернер оголосила про плани на повернення до Британії.

## Фільмографія

### Кінофільми
| Рік  |    | Українська назва        | Оригінальна назва                    | Роль                |
| ---- | -- | ----------------------- | ------------------------------------ | ------------------- |
| 2013 | ф  | Інша я                  | Another Me                           | Фей                 |
| 2015 | ф  | Особливо небезпечна     | Barely Lethal                        | Гізер               |
| 2016 | ф  | Монстр Мері Шеллі       | Mary Shelley's Monster               | Мері Шеллі          |
| 2016 | ф  | Люди Ікс: Апокаліпсис   | X-Men: Apocalypse                    | Джин Ґрей / Фенікс  |
| 2018 | мф |                         | Game of Thrones Conquest & Rebellion | Санса Старк (голос) |
| 2018 | ф  | Джозі                   | Josie                                | Джозі               |
| 2018 | ф  | Схиблений на часі       | Time Freak                           | Деббі               |
| 2019 | ф  | Люди Ікс: Темний Фенікс | X-Men: Dark Phoenix                  | Джин Ґрей / Фенікс  |
| 2019 | ф  |                         | Heavy                                | Медді               |
| 2022 | ф  | Зробімо помсту          | Do Revenge                           | Еріка               |
| 2025 | ф  | Жах                     | The Dreadful                         | Енн                 |

### Телебачення
| Рік       |    | Українська назва | Оригінальна назва   | Роль                          |
| --------- | -- | ---------------- | ------------------- | ----------------------------- |
| 2011—2019 | с  | Гра престолів    | Game of Thrones     | Санса Старк (60 епізодів)     |
| 2013      | тф | Тринадцята казка | The Thirteenth Tale | юна Аделіна Марч / Віда       |
| 2020      | с  |                  | Survive             | Джейн (12 епізодів)           |
| 2021      | мс | Принц            | The Prince          | Шарлотта (12 епізодів)        |
| 2022      | с  | Сходи            | The Staircase       | Маргарет Ретліфф (8 епізодів) |
| 2024      | с  |                  | Joan                | Джоан Ганнінгтон (6 епізодів) |

### Відеокліпи
- Bastille — Oblivion (2014)
- Jonas Brothers — Sucker (2019)
- Jonas Brothers — What a Man Gotta Do (2020)

## Нагороди та номінації
| Нагорода                       | Рік  | Категорія                                                   | Робота        | Результат |
| ------------------------------ | ---- | ----------------------------------------------------------- | ------------- | --------- |
| Еммі                           | 2019 | Найкраща жіноча роль другого плану драматичному телесеріалу | Гра престолів | Номінація |
| Премія Гільдії кіноакторів США | 2012 | Найкращий акторський склад у драматичному серіалі           | Гра престолів | Номінація |
| Премія Гільдії кіноакторів США | 2014 | Найкращий акторський склад у драматичному серіалі           | Гра престолів | Номінація |
| Премія Гільдії кіноакторів США | 2015 | Найкращий акторський склад у драматичному серіалі           | Гра престолів | Номінація |
| Премія Гільдії кіноакторів США | 2016 | Найкращий акторський склад у драматичному серіалі           | Гра престолів | Номінація |
| Премія Гільдії кіноакторів США | 2017 | Найкращий акторський склад у драматичному серіалі           | Гра престолів | Номінація |
| Премія Гільдії кіноакторів США | 2018 | Найкращий акторський склад у драматичному серіалі           | Гра престолів | Номінація |
| Премія Гільдії кіноакторів США | 2020 | Найкращий акторський склад у драматичному серіалі           | Гра престолів | Номінація |
| Сатурн                         | 2019 | Найкраща телеакторка другого плану                          | Гра престолів | Номінація |